# Wortleiter

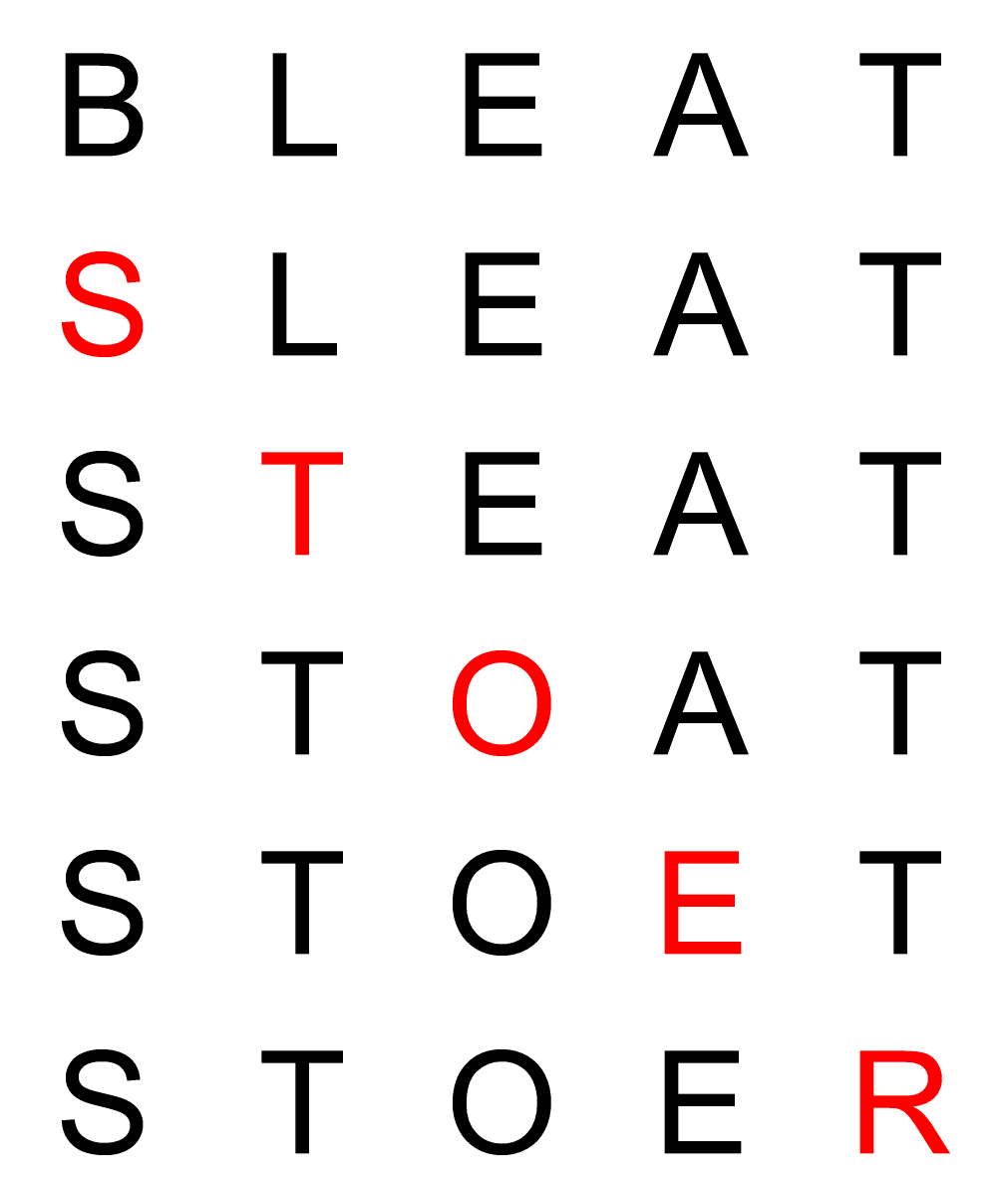
Wortleiter

Wortleiter ist der Name eines Buchstabenrätsels. Ziel ist es, zwei vorgegebene Wörter gleicher Länge durch eine Kette aus Wörtern zu verbinden, indem man in jedem Schritt genau einen Buchstaben austauscht. So kann man etwa HALM in KORN ändern durch die Kette HALM–HALT–HART–HORT–HORN–KORN. Um das Rätsel ansprechend zu gestalten, werden wie in diesem Beispiel häufig zwei Wörter gewählt, die auch inhaltlich in einer Verbindung stehen, also etwa Gegenteile sind oder wie hier sich das eine aus dem anderen entwickelt.

## Geschichte
Das Rätsel ist mindestens seit 1879 schriftlich belegt. In diesem Jahr veröffentlichte die Zeitschrift Vanity Fair unter der Bezeichnung Doublets eine Reihe von Rätseln dieses Typs, die Lewis Carroll konzipiert und mit einem Regelwerk für eine Punktevergabe versehen hatte. Im selben Jahr erschienen die Rätsel auch in Buchform. Carroll schreibt dazu, dass er von einem amerikanischen Spiel gehört habe, das auf einem ähnlichen Prinzip beruht, das Rätsel jedoch unabhängig davon entwickelt habe, um damit an Weihnachten 1877 zwei Mädchen zu unterhalten.
1927 veröffentlichten J. E. Surrick und L. M. Conant ein Buch Laddergrams, das solche Rätsel enthält.

## Theoretische Untersuchung
Das Rätsel lässt sich theoretisch untersuchen, indem man den Graphen betrachtet, in dem die Ecken die Wörter darstellen und eine Kante eingezeichnet wird, wenn sich die zugehörigen Wörter in genau einem Buchstaben unterscheiden. Zu zwei Wörtern lässt sich dann eine Verbindung genau dann finden, wenn sie in der gleichen Zusammenhangskomponente liegen, die kürzeste Verbindung lässt sich mit dem Dijkstra-Algorithmus ermitteln.
Eine der ersten Analysen des entstehenden Graphen stammt von Donald E. Knuth, der dabei im Englischen die Bezeichnung aloof (abseits) für Wörter prägte, die gar keine Verbindung besitzen, wobei aloof selbst ein Beispiel für ein solches Wort ist.
Die Ergebnisse von Erdős und Rényi über Zufallsgraphen lassen es plausibel erscheinen, dass es eine große und mehrere sehr kleine Zusammenhangskomponenten gibt, sofern die durchschnittliche Zahl an Verbindungen eines Wortes einen bestimmten kritischen Wert übersteigt. Zu diesem Ergebnis kommen auch verschiedene Untersuchungen der Graphen, die von englischen Wörtern verschiedener Längen gebildet werden.

## Varianten
Statt nur das Abändern einzelner Buchstaben zuzulassen, gibt es auch Varianten, bei denen man die Buchstaben eines Wortes beliebig umstellen darf (Anagramm), oder auch Buchstaben einfügen oder entfernen kann.